# Liste des évêques d'Altamura-Gravina-Acquaviva delle Fonti
Liste des évêques d'Altamura, d'Altamura et Acquaviva delle Fonti, de Gravina, d'Altamura et Acquaviva delle Fonti puis d'Altamura-Gravina-Acquaviva delle Fonti.

## Évêques d'Altamura
- Riccardo da Brindisi (1232-1249)
- Niccolò Barbara (1250-1262)
- Giovanni Correnti (1262-1264)
- Palmiro De Viana (1265-1266)
- Niccolò Catamarra (1270-1274)
- Giovanni I (1275-1278)
- Guglielmo De Corbolio (1279-1280)
- Pietro De Lusarchiis (1280-1284)
- Roberto De Lusarchiis (1284-1285)
- Giovanni II (1285)
- Giovanni III (1285-1292)
- Dionigi Juppart (1293-1295)
- Guglielmo De Venza (1295)
- Pietro De Angeriaco (1296-1308)
- Umberto De Montauro (1308-1313)
- Rostaino di Candole (1313-1328)
- Humfredo (1328-1329)
- Pietro De Moreriis (1329-1335)
- Giovanni De Moreriis (1336-1350)
- Dionigi De Merlino (1350-1366)
- Guglielmo Gallo (1367- ?)
- Pietro D'Anfilia (1394-1399)
- Antonio Berleth (1400-1420)
- Antonio Della Rocca (1420-1442)
- Pietro Di Gargano (1442-1464)
- Antonio D'Ajello (1464-1472) nommé archevêque de Bari et Canosa
  - Antonio del Giudice (ou de Pirro) (1472-1477) nommé évêque de Castellaneta
- Pietro Miguel (1477-1477)
- Francesco Rossi (1477-1527)
- Fabio Pignatelli (1528-1529)
- Niccolò Sapio (1529-1548)
- Vincenzo Salazar (1550-1557)
- Vincenzo Palagano (1557-1579)
- Maurizio Moles (1579-1580)
- Giulio Moles (1580-1586)
- Girolamo De Mari (1586-1624)
  - siège vacant (1624-1627)
- Rodrigo D'Anaja e Guevara (1627-1635)
  - siège vacant (1635-1640)
- Alessandro Effrem (1640-1644)
  - siège vacant (1644-1649)
- Giovanni Montero Olivares (1649-1656) nommé prieur de la basilique saint Nicolas de Bari
- Giuseppe Cavalliere (1656-1664) nommé évêque de Monopoli
- Pietro Magri (1664-1688)
- Nicola Abrusci (1689-1698)
- Baldassarre De Lerma (1699-1717)
- Michele Orsi (1718-1722) nommé archevêque d'Otrante
- Damiano Poloù (1724-1727) nommé archevêque de Reggio de Calabre
- Antonio De Rinaldis (1727-1746)
- Marcello Papiniano Cusano (1747-1753) nommé archevêque d'Otrante
- Giuseppe Mastrilli (1753-1761)
- Bruno Angrisani (1761-1775)
- Celestino Guidotti (1775-1783) nommé évêque de Monopoli
- Gioacchino de Gemmis (1783-1818) nommé évêque de Melfi et Rapolla
- Federico Guarini, O.S.B (1818-1828) nommé évêque de Venosa
  - Cassiodoro Margarita (1828-1848)

## Évêques d'Altamura et Acquaviva delle Fonti
- Giovanni Domenico Falconi (1848-1862)
  - siège vacant (1862-1879)
- Luigi Marcello Pellegrini (1879-1894)
  - siège vacant (1894-1899)
- Tommaso Cirielli (1899-1902)
- Carlo Caputo (1902-1904) nommé nonce apostolique en Bavière
- Giuseppe Cecchini, O.P. (1904-1909) nommé archevêque de Tarente
- Adolfo Verrienti (1910-1929)
  - siège vacant (1929-1932)
- Domenico Dell'Aquila (1932-1942)
- Giuseppe Della Cioppa (1943-1947), également évêque titulaire de Tibériade, nommé évêque d'Alife
- Salvatore Rotolo, S.D.B (1948-1962)
- Antonio D'Erchia (1962-1969) nommé évêque de Monopoli
  - Enrico Nicodemo (1969-1973) administrateur apostolique
  - Michele Giordano (1973-1975) administrateur apostolique

## Évêques de Gravina, d'Altamura et Acquaviva delle Fonti
- Salvatore Isgrò (1975-1982) nommé archevêque de Sassari
- Tarcisio Pisani, O.M (1982-1986) nommé évêque d'Altamura-Gravina-Acquaviva delle Fonti

## Évêques d'Altamura-Gravina-Acquaviva delle Fonti
- Tarcisio Pisani, O.M (1986-1994)
- Agostino Superbo (1994-1997)
- Mario Paciello (1997-2013)
- Giovanni Ricchiuti (2013-2023)
- Giuseppe Russo (it) (depuis 2023)